# Kontyngentyzm
Kontyngentyzm (łac. contingens – zdarzający się; także akcydentalizm) – koncepcja filozoficzna zakładająca, że zjawiska zachodzące w świecie mają w różnym stopniu charakter przypadkowy i nie są ze sobą związane przyczynowo. Według tej koncepcji pewne zdarzenia lub procesy nie wynikają z wiedzy naukowej, lecz z samej istoty rzeczywistości.
Przeciwko tego rodzaju ujęciu protestował m.in. Albert Einstein, krytykując akcydentalistyczne interpretacje wczesnych wersji zasady nieoznaczoności Heisenberga, stwierdzając: „Bóg nie gra w kości.”